# 龍城高級中學
22°43′52″N 114°12′47″E / 22.7310339°N 114.2131817°E
龍城高級中學（教育集团）是位於深圳市龍崗區的基础教育集团，龙头校為成立於1995年的龙城高级中学。

## 歷史
由於1993年龙岗区才正式建區，以及龙岗中心城開發較晚，成立於1995年的龍城中學是龍崗中心城片区的第一所中學。
2004年，龙城中学实行初中部和高中部分離辦學，高中部搬至數公里外的現校址，並改名为龙城高级中学；原校舍改名為龍城初級中學。
2008年4月，龙城教育中学被列为广东省首批国家级示范性高中。
2017年6月，龙城教育中学（教育集团）揭牌成立，是深圳市龙岗区首个基础教育集团；9月，教育集团第三所学校东兴外国语学校开学。
2018年9月，教育集团第四所学校宝龙外国语学校开学。

## 成员学校
截至2022年4月，龙城高级中学（教育集团）共有“一本部三成员校”。
| 成员学校       | 学校类型       | 校长   | 成立时间  | 地址                                         |
| -------------- | -------------- | ------ | --------- | -------------------------------------------- |
| 龙城高级中学   | 高级中学       | 姚亮   | 1995年    | 深圳市龙岗区宝龙街道宝龙三路与清风大道交汇处 |
| 龙城初级中学   | 初级中学       | 卢新华 | 1995年    | 深圳市龙岗区龙城街道龙潭路33号               |
| 东兴外国语学校 | 九年一贯制学校 | 秦华   | 2017年9月 | 深圳市龙岗区坪地街道香林世纪华府旁           |
| 宝龙外国语学校 | 九年一贯制学校 | 朱晓庆 | 2018年9月 | 深圳市龙岗区宝龙街道宝龙三路与清风大道交汇处 |